# Chi Ễnh ương
Chi Ễnh ương (danh pháp khoa học: Kaloula) là một chi ễnh ương trong họ Nhái bầu. 

## Hình ảnh

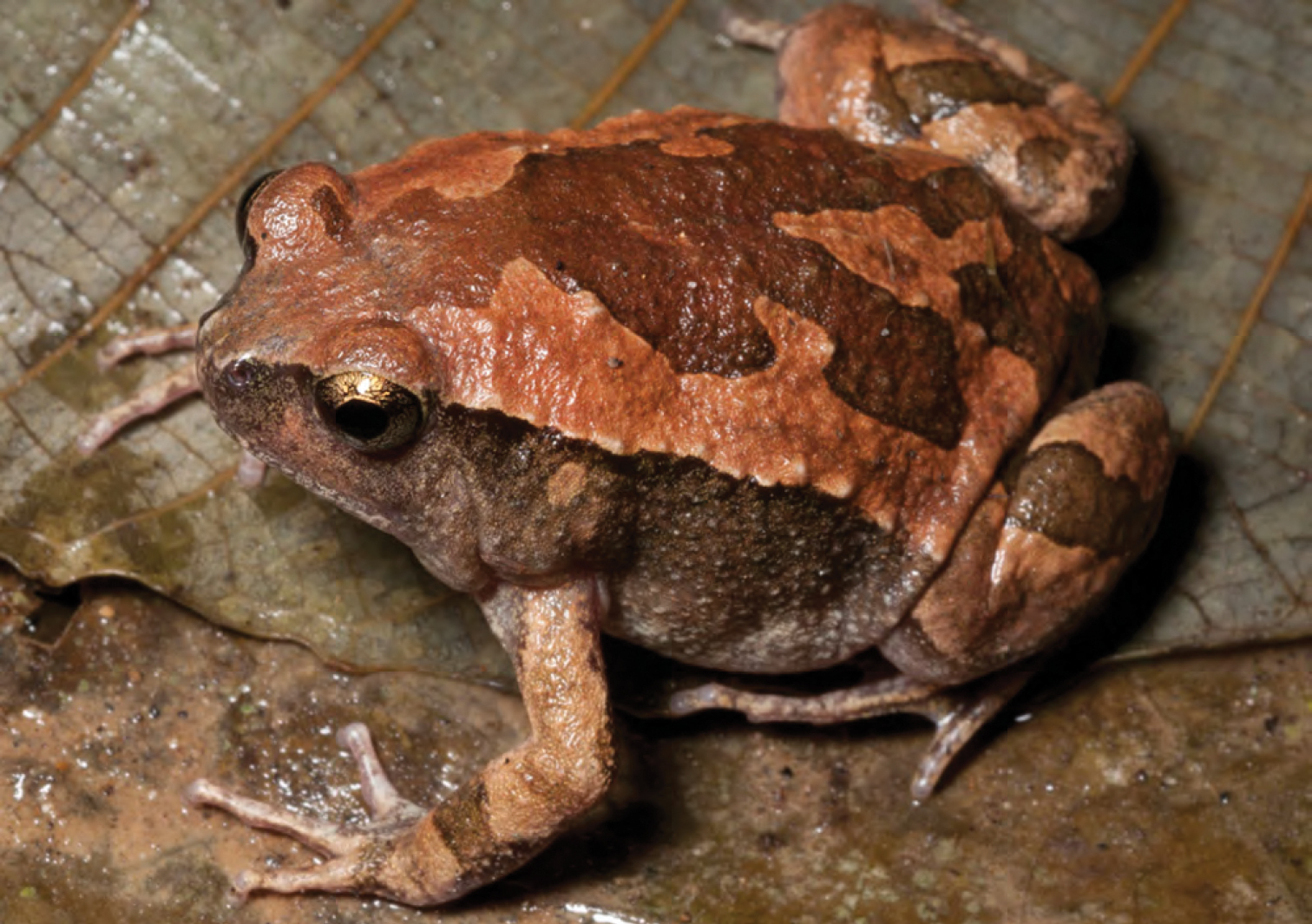
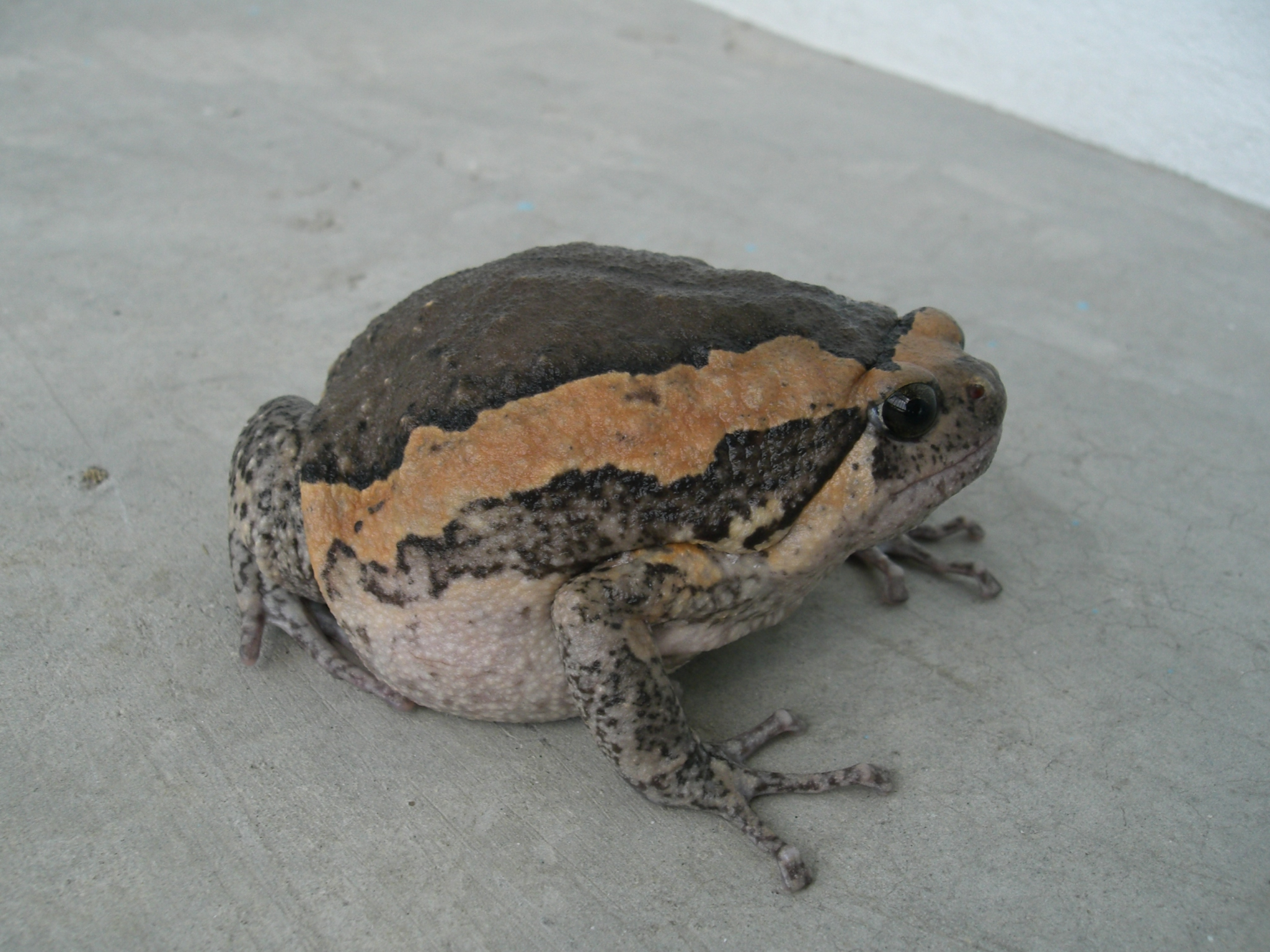
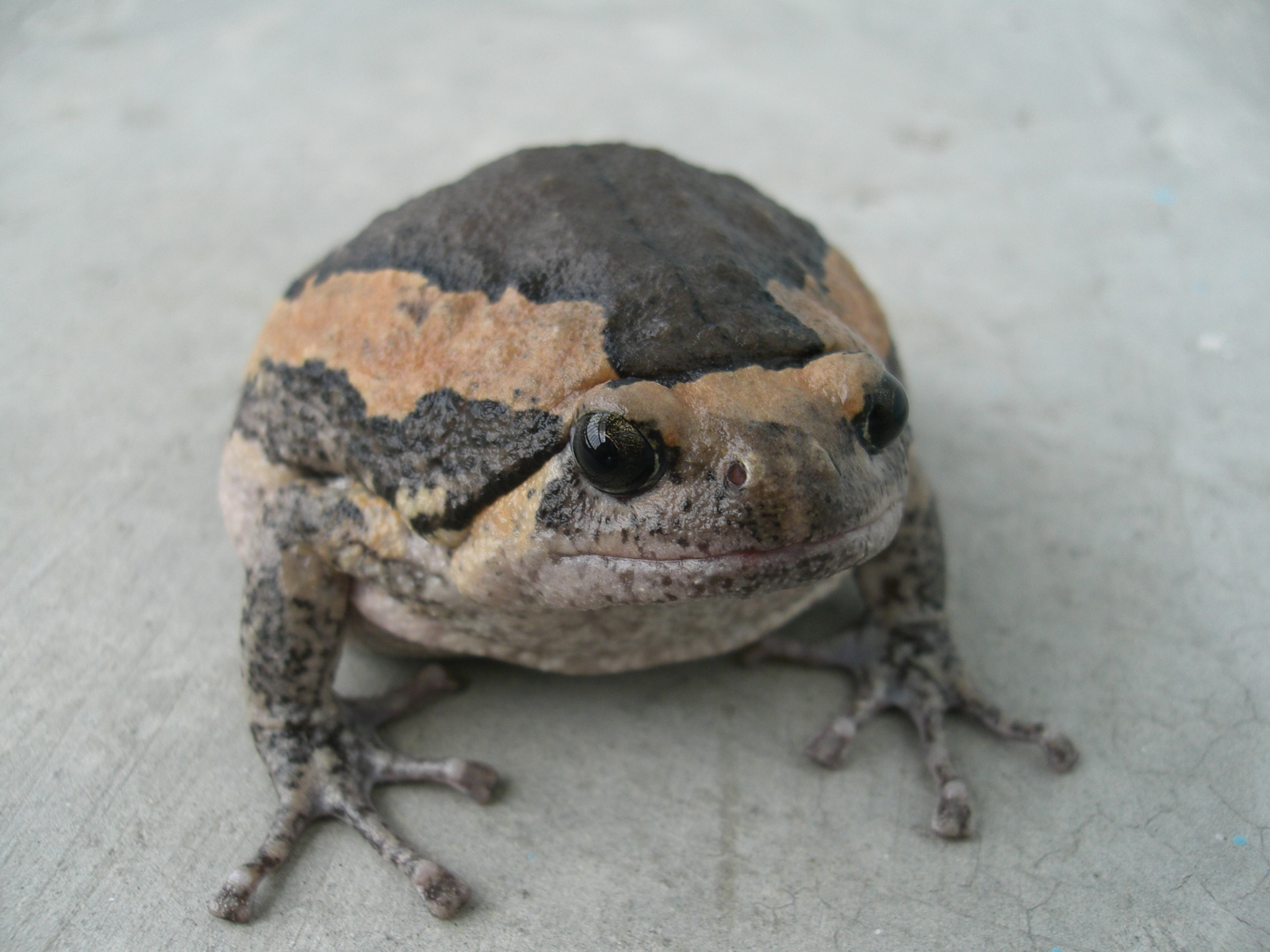
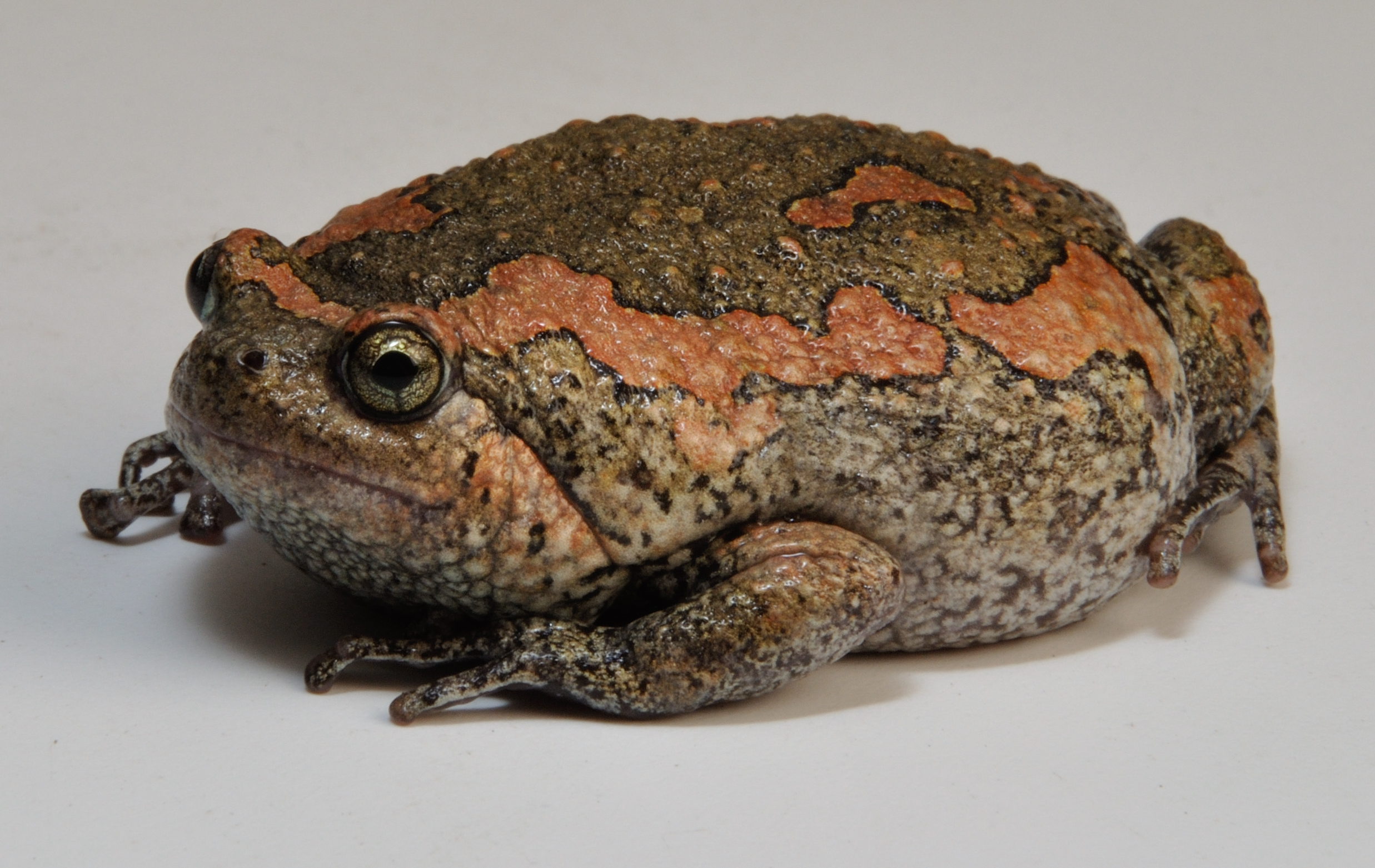

## Các loài
| Danh pháp và tác giả                                    | Tên thông thường                       |
| ------------------------------------------------------- | -------------------------------------- |
| Kaloula assamensis (Das, Sengupta, Ahmed & Dutta, 2005) | Ễnh ương Assam                         |
| Kaloula aureata Nutphand, 1989                          |                                        |
| Kaloula baleata (Müller trong Oort & Müller, 1833)      | Ễnh ương nâu                           |
| Kaloula borealis (Barbour, 1908)                        | Ễnh ương phương bắc                    |
| Kaloula conjuncta (Peters, 1863)                        | Ễnh ương ngón cụt, ễnh ương Philippine |
| Kaloula kalingensis (Taylor, 1922)                      | Ễnh ương ngón trơn, ễnh ương Kalinga   |
| Kaloula kokacii (Ross & Gonzales, 1992)                 | Ễnh ương Catanduanes                   |
| Kaloula mediolineata (Smith, 1917)                      |                                        |
| Kaloula picta (Duméril & Bibron, 1841)                  | Ễnh ương ngón mảnh                     |
| Kaloula pulchra (Gray, 1831)                            | Ễnh ương                               |
| Kaloula rigida (Taylor, 1922)                           | Ễnh ương Luzon                         |
| Kaloula rugifera (Stejneger, 1924)                      | Ễnh ương Tứ Xuyên                      |
| Kaloula taprobanica (Parker, 1934)                      | Ễnh ương Sri Lanka                     |
| Kaloula verrucosa (Boulenger, 1904)                     | Ễnh ương mụn cóc                       |
| Kaloula walteri (Diesmos, Brown & Alcala, 2002)         |                                        |